# Aéroport de Rome-Centocelle
L'aéroport de Rome-Centocelle (en italien : Aeroporto di Centocelle ou Aeroporto di Roma-Centocelle) (code OACI : LIRC) était une piste d'aviation situé à Centocelle, un quartier de Rome.

## Histoire
Il s'agit du premier aéroport et de la première école de vol d'Italie. Il a ouvert le 15 avril 1909 quand Wilbur Wright est venu faire une démonstration de son avion Flyer, dont les images apparaissent au début du film, Wilbur Wright und seine Flugmaschine.
Sa piste est aujourd'hui fermée et transformée en un parc (Parc archéologique de Centocelle), mais il reste une base d'héliports de l'Armée de l'air italienne .